# 回長廉
回長廉(1836年—？），字介甫，号心泉，一号乐园，盛京內務府鑲黃旗漢軍人，清朝政治人物、同進士出身。
光緒十二年（1886年），参加光緒丙戌科殿試，登進士三甲60名。同年五月，著交吏部掣签，分发各省以知县即用。